# Vaftrudener

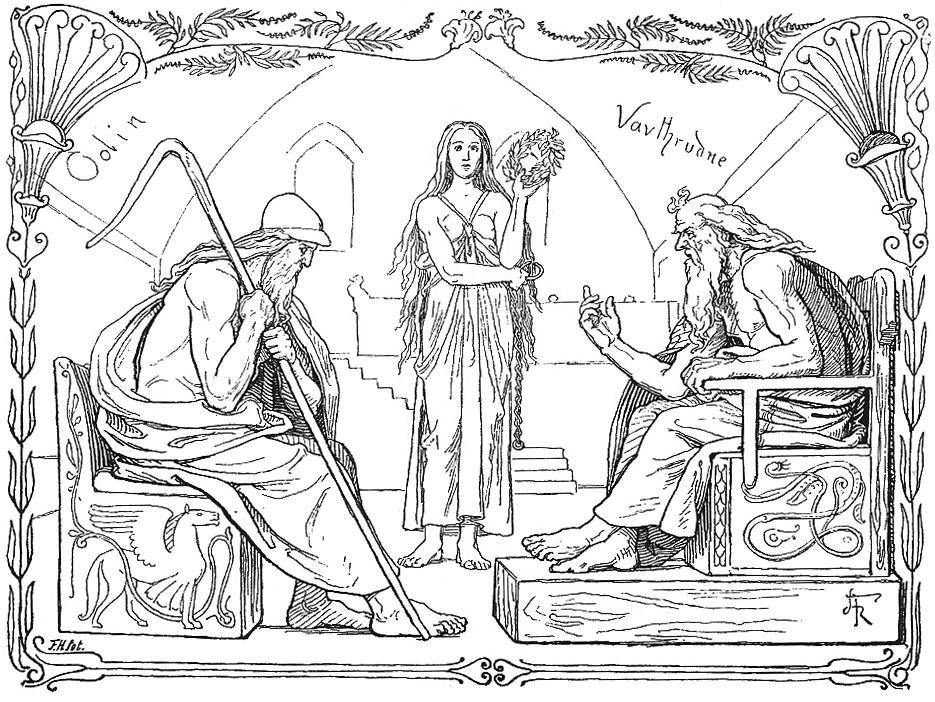
Odin e Vaftrudener por Lorenz Frølich. (1895).

O gigante Vaftrudener é um personagem da mitologia nórdica. Foi o mais sábio dos gigantes de acordo com o poema  "Vafthrudnismal" (ditados de Vafthrudnir) da Edda Poética.  Além de ser filho do gigante Ymir, sabe se pouco sobre o Vaftrudener já que não é mencionado em outros poemas.
No poema Vaftrudener participou de um jogo de perguntas e respostas com Odin, que tinha se disfarçado como um viajante humano, autodenominando-se de Gagnrad, e procurava conhecer a sabedoria de Vaftrudener. Este aceitando o desafio de Gagnrad, só reconheceu ser o mesmo Odin ao final (do poema), quando não pode responder à última pergunta deste.